# Венда
Венда е език от групата банту, говорен от около 750 000 души в ЮАР, Зимбабве.